# Косонен, Ханна
Ханна Косонен (фин. Hanna Kosonen, род. 27 февраля 1976, Савонлинна) — финский политик и бывшая спортсменка, чемпионка мира по спортивному ориентированию на лыжах (2000). Член партии «Финляндский центр». Депутат эдускунты (парламента) с 22 апреля 2015 года от избирательного округа Юго-восточная Финляндия. Член городского совета Савонлинны с 2017 года. В прошлом — министр науки и культуры (2019—2020).

## Биография
Родилась 27 февраля 1976 года в Савонлинне. В 1995 году окончила спортивную школу имени Войонмаа в Йювяскюля. В 2003 году получила степень магистра искусств в Университете Йювяскюля.
В 2003—2004 гг. работала в Metsä Group, в 2004—2005 гг. — в Puu kulttuurissa в Хельсинки, в 2006—2007 году — в издательстве Maahenki в Хельсинки, в 2008—2014 гг. — в Diges.
В 2009—2017 гг. была заместителем председателя в спортивной организации Etelä-Savon Liikunta (ESLi). Также была председателем женской организации Savonlinnan Keskustanaiset в Савонлинне.
На парламентских выборах 19 апреля 2015 года избрана депутатом эдускунты от избирательного округа Юго-восточная Финляндия. Переизбрана на выборах 14 апреля 2019 года. С 14 июня 2018 года по 6 июня 2019 года — первый заместитель председателя фракции «Финляндский центр».
На муниципальных выборах 9 апреля 2017 года избрана в городской совет Савонлинны. В 2021 году переизбрана, получила 313 голосов.
9 августа 2019 года получила портфель министра науки и культуры в кабинете Ринне, заменив Аннику Саарикко, которая ушла в декретный отпуск до августа 2020 года. 10 декабря получила портфель министра науки и культуры  в кабинете Марин. Занимала должность до возвращения в правительство Анники Саарикко 6 августа 2020 года.
После возвращения в эдускунту занимала должности члена Финансового комитета  с 15 сентября 2020 года (заместитель председателя с 16 сентября), члена Экологического комитета (председатель с 15 сентября 2022 года), наблюдательного совета Yleisradio Oy с 8 июня 2021 года, член Совета (руководящего органа эдускунты) с 15 сентября 2022 года.

## Спортивная карьера
На молодёжном чемпионате мира по спортивному ориентированию на лыжах 1996 года в Банска-Бистрица/Доновалы завоевала золотую медаль на длинной дистанции, золотую медаль на короткой дистанциях и бронзовую медаль в эстафете. Заняла 17-е место на кубке мира по спортивному ориентированию на лыжах 1997 года. На чемпионате мира по спортивному ориентированию на лыжах 1998 года в Виндишгарстене заняла 15-е место на длинной дистанции и 13-е место на короткой дистанции. На кубке мира 1999 года заняла 8-е место.
На чемпионате мира 2000 года в Красноярске завоевала золотую медаль в эстафете и бронзовую медаль на длинной дистанции и заняла 14-е место на короткой дистанции. Заняла четвёртое место на кубке мира 2000 года и пятое место на кубке мира 2001 года. На чемпионате мира 2002 года в Боровце заняла 9-е место на средней дистанции и 18-е место на средней дистанции.

## Личная жизнь
В 2011 году вышла замуж. Разведена (2017). Имеет двоих детей.